# Lecane mawsoni
Lecane mawsoni is een raderdiertjessoort uit de familie Lecanidae. De wetenschappelijke naam van deze soort is voor het eerst geldig gepubliceerd in 1958 door Russell.